# Hannu Lepistö

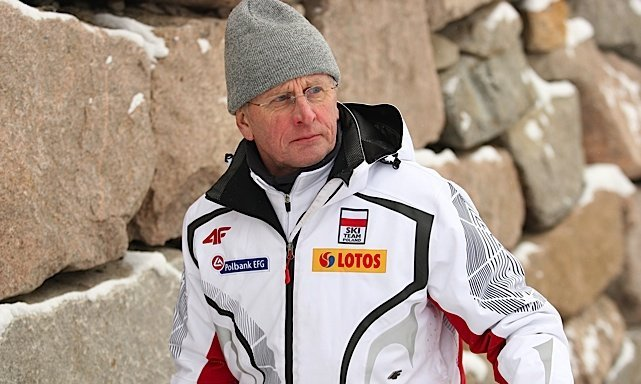
Hannu Lepistö als Trainer 2011

Hannu Lepistö (* 17. Mai 1946) ist ein finnischer Skisprungtrainer, der seit 1980, als er Trainer der finnischen Nationalmannschaft wurde, immer wieder als Nationaltrainer gearbeitet hat. Sein erfolgreichster Schützling war Anfang der 1980er Jahre Matti Nykänen, den er zum Olympiasieg 1984 in Sarajevo führte. Von 1985 bis 1992 und von 2004 bis 2006 war er Cheftrainer in Italien. 1993 verpflichtete Dieter Thoma ihn als Heimtrainer. Von 1994 bis 1998 trainierte er die finnischen und von 2002 bis 2004 die österreichischen Skispringer. Ab 2006 war er Trainer der polnischen Nationalmannschaft um Adam Małysz. 2008 wurde er drei Tage vor Saisonende wegen abnehmender Leistung der Polen entlassen. Sein Nachfolger wurde der bis dahin als Co-Trainer angestellte Łukasz Kruczek. Von Januar 2009 bis März 2011 arbeitete Lepistö als Privattrainer von Adam Małysz. Seit Dezember 2014 ist er Privattrainer von Janne Ahonen.

## Trainerstationen (Nationalmannschaften)
- 1980–1985: Finnland
- 1985–1992: Italien
- 1994–1998: Finnland
- 2002–2004: Österreich
- 2004–2006: Italien
- 2006–2008: Polen